# O Virgo Splendens
O Virgo Splendens ("Oh Virgem esplendorosa") é uma canção monódica (fol. 21v-22) do Llibre Vermell de Montserrat, um dos mais antigos manuscritos medievais extantes, contendo música medieval. Nos tempos modernos foi gravado por vários artistas:
- Schelmish (álbum Codex lascivus, 2002)
- New London Consort dirigido por Philip Pickett (álbum Llibre vermell, pilgrim songs & dances, 1992)
- Qntal (álbum Qntal II, 1995)
- Jordi Savall, Hesperion XX (álbum Llibre Vermell de Montserrat - siglo XIV, 1978)
- Studio der Frühen Musik dirigido por Thomas Binkley: "Llibre vermell" (álbum Secular music c1300, 1998)
- Ensemble Rayuela (álbum Rayuela, 2006)
- Wolfenmond: "O virgo splendens" (álbum Wintersturm, 2005)
- Ensemble Anonymus (álbum Llibre vermell, 1993)
- Choeur de Chambre de Namur (álbum:Llibre Vermell)

## Letra
O Virgo splendens hic in monte celso

Miraculis serrato fulgentibus ubique quem fideles conscendunt universi.

Eya pietatis occulo placato cerne ligatos fune peccatorum ne infernorum ictibus graventur sed cum beatis tua prece vocentur…